# Steve Jobs Theater
Lo Steve Jobs Theater è un auditorium situato nell'Apple Park di Cupertino di proprietà di Apple, dedicato al fondatore dell'azienda. È stato disegnato dallo studio Foster + Partners.

## Descrizione
Apple ha inaugurato l'auditorium il 12 settembre 2017 con la presentazione di alcuni nuovi prodotti, tra cui l'iPhone X.
Costato 14 milioni di dollari, esso sorge nel nuovo Apple Park dove è situato il nuovo quartiere generale dell'azienda.

Vista panoramica interna dello Steve Jobs Theater

La struttura si colloca nel punto più alto del campus. Alla base di questa scelta c'era la volontà simbolica di indicare che Steve Jobs guardasse tutta Apple dall'alto. Si tratta di un auditorium interrato a 6,1 metri di profondità avente la capienza di 1.000 posti, destinato alle presentazione e ai lanci dei nuovi prodotti della Apple e dedicato alle riunioni e conferenze stampa. Ha una grande struttura a forma cilindrica. L'auditorium dispone di 350 posti auto con un percorso pedonale che porta al campus principale situato a nord-ovest del teatro.
L'atrio dell'auditorium è dotato di pareti in vetro cilindriche, senza colonne e coperte dal disco in fibra di carbonio più grande del mondo. Questi ha un diametro di 50 metri e appoggia sulle pareti di cristallo facendo da tetto. Questo aiuta a dare una visione a 360 gradi del campus verdeggiante. Il tetto in fibra di carbonio, grazie alla sua leggerezza, è interamente supportato dalle pareti in vetro. Il tetto in fibra di carbonio pesa 80 tonnellate, è realizzato in 44 pannelli identici che sono stati forniti dalla Premier Composite Technologies di Dubai. Ogni pannello è lungo 21 metri e largo 3,4.

## Prodotti presentati all’inaugurazione
- iPhone 8
- iPhone 8 Plus
- Apple TV 4K
- Apple Watch Series 3

### One more thing
- iPhone X

## Prodotti presentati
Questa lista è suscettibile di variazioni e potrebbe essere incompleta o non aggiornata.

### Prodotti

#### iPhone
- iPhone 8/8 Plus
- iPhone X
- iPhone Xr
- iPhone Xs
- iPhone Xs Max
- iPhone 11
- iPhone 11 Pro
- iPhone 11 Pro Max
- iPhone 12
- iPhone 12 mini
- iPhone 12 Pro
- iPhone 12 Pro Max
- iPhone 13
- iPhone 13 mini
- iPhone 13 Pro
- iPhone 13 Pro Max
- iPhone 14
- iPhone 14 Plus
- iPhone 14 Pro
- iPhone 14 Pro Max

#### iPad
- iPad (prima generazione)
- iPad (seconda generazione)
- iPad (terza generazione)
- iPad (quarta generazione)
- iPad (quinta generazione)
- iPad (sesta generazione)
- iPad (settima generazione)
- iPad (ottava generazione)
- iPad (nona generazione)
- iPad (decima generazione)

##### iPad Pro
- iPad Pro (seconda generazione)
- iPad Pro (terza generazione)
- iPad Pro (quarta generazione)
- iPad Pro (quinta generazione)
- iPad Pro (sesta generazione)

#### Apple Watch
- Apple Watch Series 4
- Apple Watch Series 5
- Apple Watch Series 6
- Apple Watch Series 7
- Apple Watch Series 8
- Apple Watch SE

#### MacBook
- MacBook Air (terza generazione)
- MacBook Pro con Intel dal 2018
- MacBook Pro con Apple Silicon

#### Homepod
- HomePod mini

### Servizi
- Apple Arcade
- Apple TV+
- Apple One